# CYP4A11
CYP4A11 (англ. Cytochrome P450 family 4 subfamily A member 11) – білок, який кодується однойменним геном, розташованим у людей на короткому плечі 1-ї хромосоми. Довжина поліпептидного ланцюга білка становить 519 амінокислот, а молекулярна маса — 59 348.
| 10         |  | 20         |  | 30         |  | 40         |  | 50         |
| ---------- |  | ---------- |  | ---------- |  | ---------- |  | ---------- |
| MSVSVLSPSR |  | LLGDVSGILQ |  | AASLLILLLL |  | LIKAVQLYLH |  | RQWLLKALQQ |
| FPCPPSHWLF |  | GHIQELQQDQ |  | ELQRIQKWVE |  | TFPSACPHWL |  | WGGKVRVQLY |
| DPDYMKVILG |  | RSDPKSHGSY |  | RFLAPWIGYG |  | LLLLNGQTWF |  | QHRRMLTPAF |
| HYDILKPYVG |  | LMADSVRVML |  | DKWEELLGQD |  | SPLEVFQHVS |  | LMTLDTIMKC |
| AFSHQGSIQV |  | DRNSQSYIQA |  | ISDLNNLVFS |  | RVRNAFHQND |  | TIYSLTSAGR |
| WTHRACQLAH |  | QHTDQVIQLR |  | KAQLQKEGEL |  | EKIKRKRHLD |  | FLDILLLAKM |
| ENGSILSDKD |  | LRAEVDTFMF |  | EGHDTTASGI |  | SWILYALATH |  | PKHQERCREE |
| IHSLLGDGAS |  | ITWNHLDQMP |  | YTTMCIKEAL |  | RLYPPVPGIG |  | RELSTPVTFP |
| DGRSLPKGIM |  | VLLSIYGLHH |  | NPKVWPNPEV |  | FDPFRFAPGS |  | AQHSHAFLPF |
| SGGSRNCIGK |  | QFAMNELKVA |  | TALTLLRFEL |  | LPDPTRIPIP |  | IARLVLKSKN |
| GIHLRLRRLP |  | NPCEDKDQL  |  |            |  |            |  |            |

A: Аланін

C: Цистеїн

D: Аспарагінова кислота

E: Глутамінова кислота

F: Фенілаланін

G: Гліцин

H: Гістидин

I: Ізолейцин

K: Лізин

L: Лейцин

M: Метіонін

N: Аспарагін

P: Пролін

Q: Глутамін

R: Аргінін

S: Серин

T: Треонін

V: Валін

W: Триптофан

Кодований геном білок за функціями належить до оксидоредуктаз, фосфопротеїнів. 
Задіяний у такому біологічному процесі як поліморфізм. 
Білок має сайт для зв'язування з іонами металів, іоном заліза, гемом, НАДФ. 
Локалізований у мембрані, ендоплазматичному ретикулумі, мікросомах.